# Jalen Smith
Jalen Rasheed Smith, né le 16 mars 2000 à Portsmouth en Virginie, est un joueur américain de basket-ball évoluant au poste de pivot voire d'ailier fort.

## Biographie

### Carrière universitaire
Entre 2018 et 2020, il joue pour les Terrapins du Maryland à l'université du Maryland.
Après deux saisons universitaires, il se présente à la draft 2020.

### Carrière professionnelle

#### Suns de Phoenix (2020-2022)
Le 18 novembre 2022, Smith est sélectionné en 10e position par les Suns de Phoenix à la draft 2020 de la NBA.

#### Pacers de l'Indiana (2022-2024)
Le 10 février 2022, il est échangé aux Pacers de l'Indiana contre Torrey Craig,.
Le 6 juillet 2022, il signe un nouveau contrat avec les Pacers.
En juin 2024, il refuse d'activer son option de joueur sur la dernière année de son contrat à 5,4 millions de dollars et choisit de tester le marché.

#### Bulls de Chicago (depuis 2024)
Agent libre à l'été 2024, il signe, le 8 juillet 2024, avec les Bulls de Chicago pour un contrat de 27 millions de dollars sur trois ans.

## Palmarès

### Universitaire
- Third-team All-American – AP, SN, USBWA, NABC (2020)
- First-team All-Big Ten (2020)
- Big Ten All-Defensive Team (2020)
- Big Ten All-Freshman team (2019)
- McDonald's All-American (2018)
- Jordan Brand Classic (2018)
- Nike Hoop Summit (2018)
- 2× Maryland Gatorade Player of the Year (2017, 2018)

## Statistiques

### Universitaires
Les statistiques de Jalen Smith en matchs universitaires sont les suivantes :
| Saison    | Équipe   | Matchs | Titul. | Min./m | % Tir | % 3pts | % LF | Rbds/m. | Pass/m. | Int/m. | Ctr/m. | Pts/m. |
| --------- | -------- | ------ | ------ | ------ | ----- | ------ | ---- | ------- | ------- | ------ | ------ | ------ |
| 2018-2019 | Maryland | 33     | 33     | 26,7   | 49,2  | 26,8   | 65,8 | 6,82    | 0,88    | 0,42   | 1,21   | 11,70  |
| 2019-2020 | Maryland | 31     | 31     | 31,3   | 53,8  | 36,8   | 75,0 | 10,51   | 0,81    | 0,71   | 2,35   | 15,45  |
| Carrière  | Carrière | 64     | 64     | 28,9   | 51,6  | 32,3   | 70,9 | 8,61    | 0,84    | 0,56   | 1,77   | 13,52  |

### Professionnelles

#### Saison régulière
| Saison    | Équipe   | Matchs | Titul. | Min./m | % Tir | % 3pts | % LF | Rbds/m. | Pass/m. | Int/m. | Ctr/m. | Pts/m. |
| --------- | -------- | ------ | ------ | ------ | ----- | ------ | ---- | ------- | ------- | ------ | ------ | ------ |
| 2020-2021 | Phoenix  | 27     | 1      | 5,8    | 44,0  | 23,5   | 71,4 | 1,37    | 0,15    | 0,04   | 0,19   | 1,96   |
| 2021-2022 | Phoenix  | 29     | 4      | 13,2   | 46,0  | 23,1   | 76,9 | 4,79    | 0,21    | 0,21   | 0,62   | 6,03   |
| 2021-2022 | Indiana  | 22     | 4      | 24,7   | 53,1  | 37,3   | 76,0 | 7,64    | 0,82    | 0,41   | 1,05   | 13,41  |
| 2022-2023 | Indiana  | 68     | 31     | 18,8   | 47,6  | 28,3   | 75,9 | 5,79    | 0,97    | 0,31   | 0,88   | 9,44   |
| 2023-2024 | Indiana  | 61     | 14     | 17,2   | 59,2  | 42,4   | 69,2 | 5,53    | 1,03    | 0,28   | 0,62   | 9,85   |
| 2024-2025 | Chicago  | 64     | 2      | 15,0   | 46,6  | 32,4   | 80,9 | 5,58    | 1,02    | 0,27   | 0,69   | 8,19   |
| Carrière  | Carrière | 271    | 56     | 16,1   | 50,5  | 33,2   | 75,4 | 5,28    | 0,82    | 0,26   | 0,69   | 8,45   |

#### Playoffs
| Saison   | Équipe   | Matchs | Titul. | Min./m | % Tir | % 3pts | % LF | Rbds/m. | Pass/m. | Int/m. | Ctr/m. | Pts/m. |
| -------- | -------- | ------ | ------ | ------ | ----- | ------ | ---- | ------- | ------- | ------ | ------ | ------ |
| 2021     | Phoenix  | 6      | 0      | 2,9    | 50,0  | 100,0  | 0,0  | 0,83    | 0,17    | 0,00   | 0,00   | 0,83   |
| 2024     | Indiana  | 7      | 0      | 6,0    | 37,5  | 50,0   | 62,5 | 2,00    | 0,29    | 0,29   | 0,14   | 1,86   |
| Carrière | Carrière | 13     | 0      | 4,6    | 41,7  | 60,0   | 62,5 | 1,46    | 0,23    | 0,15   | 0,08   | 1,38   |

## Records sur une rencontre en NBA
Les records personnels de Jalen Smith en NBA sont les suivants, :
| Type de statistique        | Saison régulière | Saison régulière          | Saison régulière | Playoffs | Playoffs             | Playoffs      |
| Type de statistique        | Record           | Adversaire                | Date             | Record   | Adversaire           | Date          |
| -------------------------- | ---------------- | ------------------------- | ---------------- | -------- | -------------------- | ------------- |
| Points                     | 23               | @ Clippers de Los Angeles | 27 novembre 2022 | 7        | Knicks de New York   | 12 mai 2024   |
| Paniers marqués            | 9                | 3 fois                    | 3 fois           | 2        | Knicks de New York   | 12 mai 2024   |
| Paniers tentés             | 17               | Clippers de Los Angeles   | 6 janvier 2022   | 3        | @ Celtics de Boston  | 23 mai 2024   |
| Paniers à 3 points réussis | 4                | 3 fois                    | 3 fois           | 1        | 3 fois               | 3 fois        |
| Paniers à 3 points tentés  | 8                | 2 fois                    | 2 fois           | 2        | @ Celtics de Boston  | 23 mai 2024   |
| Lancers francs réussis     | 7                | @ Wizards de Washington   | 28 octobre 2022  | 2        | 2 fois               | 2 fois        |
| Lancers francs tentés      | 9                | @ Grizzlies de Memphis    | 28 octobre 2024  | 2        | 4 fois               | 4 fois        |
| Rebonds offensifs          | 8                | Clippers de Los Angeles   | 6 janvier 2022   | 5        | @ Bucks de Milwaukee | 21 avril 2024 |
| Rebonds défensifs          | 14               | @ Rockets de Houston      | 18 novembre 2022 | 3        | Knicks de New York   | 12 mai 2024   |
| Rebonds totaux             | 18               | @ Rockets de Houston      | 18 novembre 2022 | 7        | @ Bucks de Milwaukee | 21 avril 2024 |
| Passes décisives           | 4                | 8 fois                    | 8 fois           | 1        | 3 fois               | 3 fois        |
| Interceptions              | 3                | Heat de Miami             | 12 décembre 2022 | 1        | 2 fois               | 2 fois        |
| Contres                    | 5                | 2 fois                    | 2 fois           | 1        | Knicks de New York   | 12 mai 2024   |
| Balles perdues             | 4                | @ Suns de Phoenix         | 21 janvier 2023  | 2        | @ Bucks de Milwaukee | 21 avril 2024 |
| Minutes jouées             | 41               | @ Spurs de San Antonio    | 16 mai 2021      | 7        | @ Celtics de Boston  | 23 mai 2024   |

- Double-double : 0
- Triple-double : 0

Dernière mise à jour : 3 juin 2025

## Salaires
| Année       | Équipe              | Salaire      |
| ----------- | ------------------- | ------------ |
| 2020-2021   | Suns de Phoenix     | 4 245 720 $  |
| 2021-2022   | Pacers de l'Indiana | 4 458 000 $  |
| 2022-2023   | Pacers de l'Indiana | 4 670 160 $  |
| 2023-2024   | Pacers de l'Indiana | 5 043 773 $  |
| 2024-2025   | Bulls de Chicago    | 8 571 429 $  |
| Total Gains | Total Gains         | 26 989 082 $ |
| 2025-2026   | Bulls de Chicago    | 9 000 000 $  |
| 2026-2027   | Bulls de Chicago    | 9 428 571 $  |